# Dimorfoteka zatokowa
Dimorfoteka zatokowa, złotokwiat (Dimorphotheca sinuata DC.) – gatunek rośliny z rodziny astrowatych. Pochodzi z Afryki Południowej (Republika Południowej Afryki, Namibia, Angola). 

## Morfologia
PokrójRoślina zielna, dorasta do wysokości 30–40 cm.
LiścieJasnozielone, mięsiste, bardzo kruche. Blaszka liściowa lancetowata.
KwiatyZebrane w koszyczki średnicy 3–5 cm, o różnych odcieniach barwy pomarańczowej i różowo-żółtej, czasem dwubarwne.
OwocNiełupka.
Gatunki podobneSwoim pokrojem przypomina nagietka, lecz jest od niego mniejsza, delikatniejsza i bardziej łamliwa.

## Biologia i ekologia
Kwitnie od 3 dekady czerwca do września. Kwiatostany są w pełni otwarte tylko w dni słoneczne. Zamykają się w czasie pogody pochmurnej. 

## Zastosowanie
Roślina ozdobna, uprawiana jako roślina jednoroczna. Nadaje się na rabaty i do ogrodów skalnych. W Polsce ze względu na klimat często jest uprawiana w pojemnikach. Rzadziej uprawiana jest na kwiat cięty. Ścięta do bukietu i ustawiona w pomieszczeniu, w miejscu ciepłym i słonecznym, będzie miała kwiatostany otwarte. 

## Uprawa
Lubi stanowiska słoneczne, gleby łatwo nagrzewające się i przepuszczalne. Niełupki sieje się wprost do gruntu w końcu kwietnia lub na początku maja w rozstawie 25–30cm. Warunkiem uzyskania rośliny kwitnącej w maju jest wysiew nasion w marcu-kwietniu pod osłonami, najlepiej bezpośrednio do doniczek, a następnie wysadzanie wprost do gruntu w końcu maja. Siewki przerywa się, pozostawiając rośliny w odstępach 10–15cm.